# Липа-при-Франколовем
Липа-при-Франколовем (словен. Lipa pri Frankolovem) — поселення в общині Войник, Савинський регіон, Словенія. 
Висота над рівнем моря: 535,7 м.